# Nationaal park Majella
Nationaal park Majella (soms ook Maiella geschreven) (Italiaans: Parco nazionale della Majella) is een nationaal park in de Apennijnen in Italië, in de regio Abruzzen.
Het park werd opgericht in 1991 en is 628,38 vierkante kilometer groot. Het landschap bestaat uit bergen en bossen (vooral beuk maar ook bergden, zilverberk en zwarte den). De hoogste top is de Monte Amaro (2793 m). Het nationaal park omvat het kalkstenen Majella-massief, Morrone, Porrara, Monti Pizzi en karstvlakten daartussenin. In het park komen 150 diersoorten voor (waaronder de Apennijnse wolf) en 2100 plantensoorten.

## Afbeeldingen

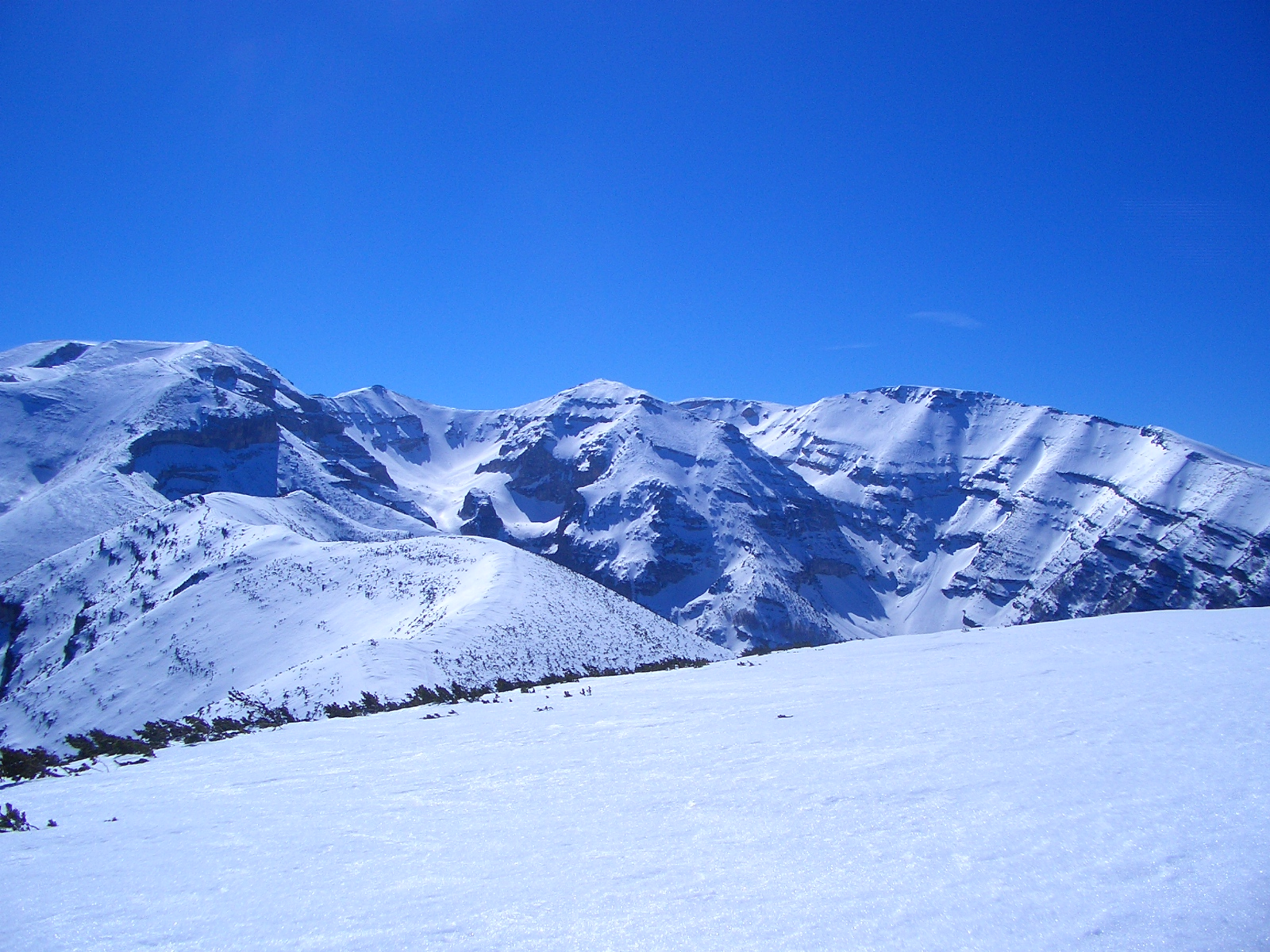
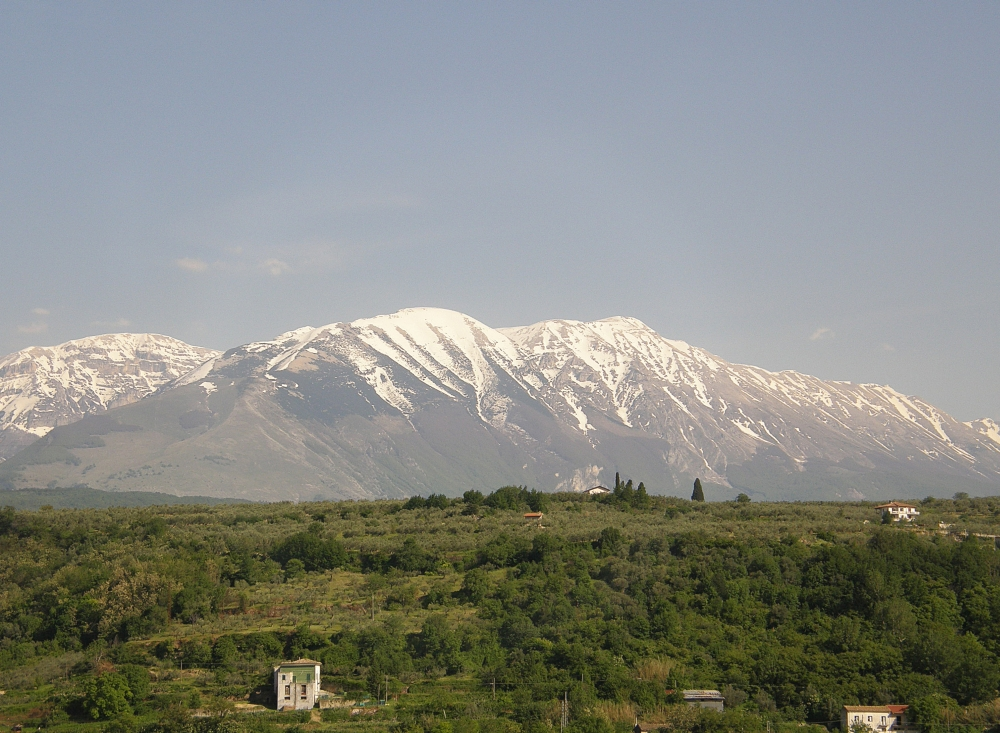
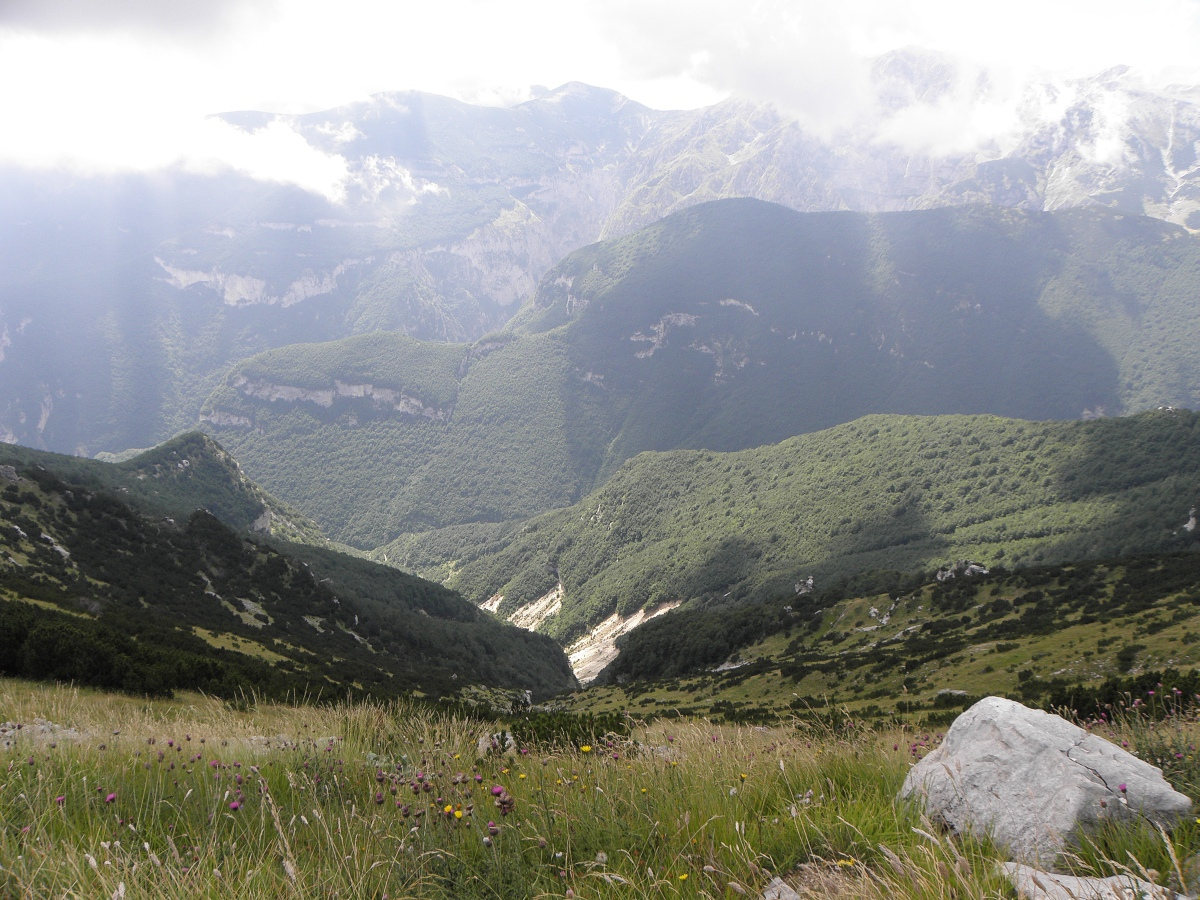
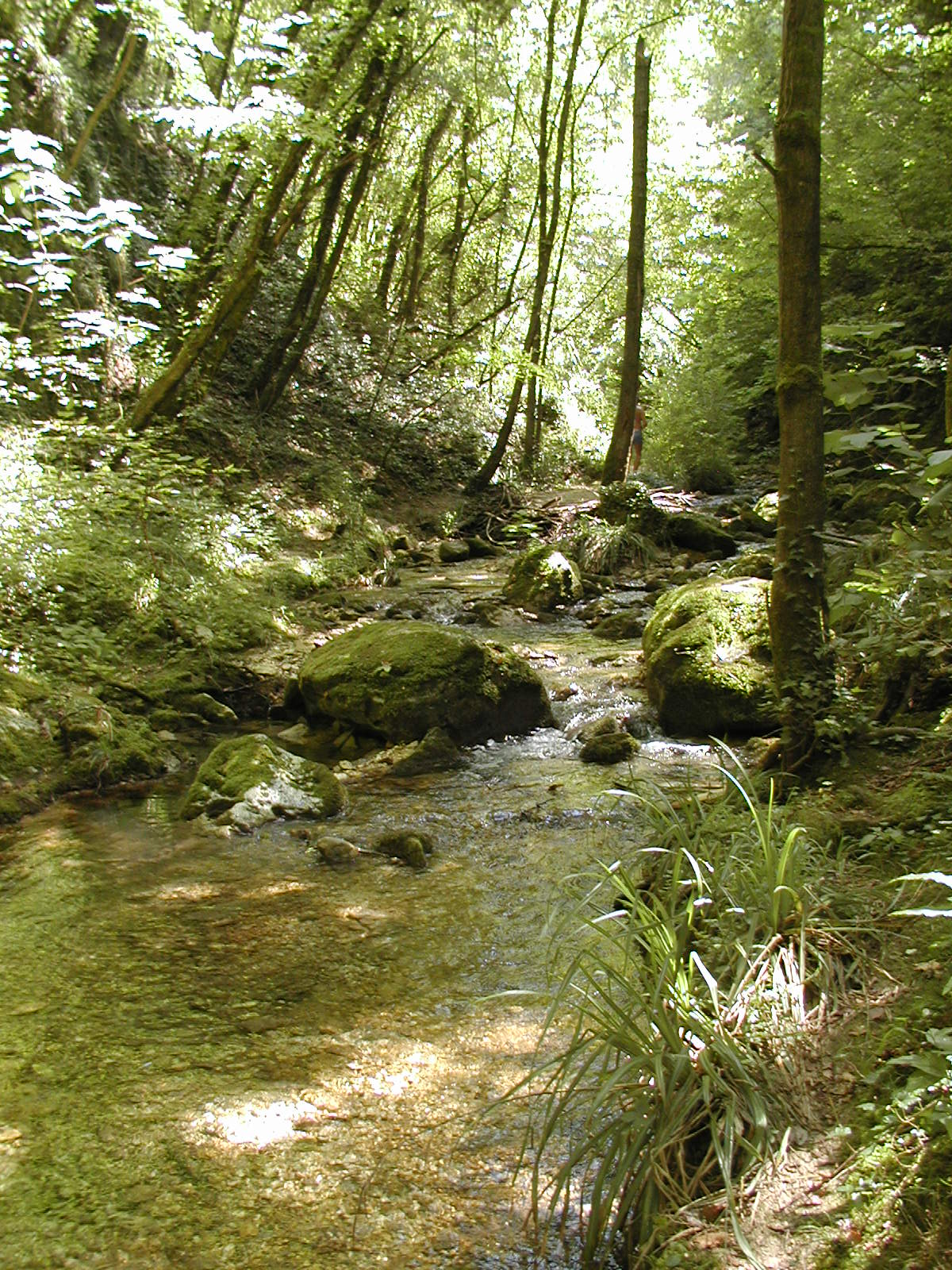
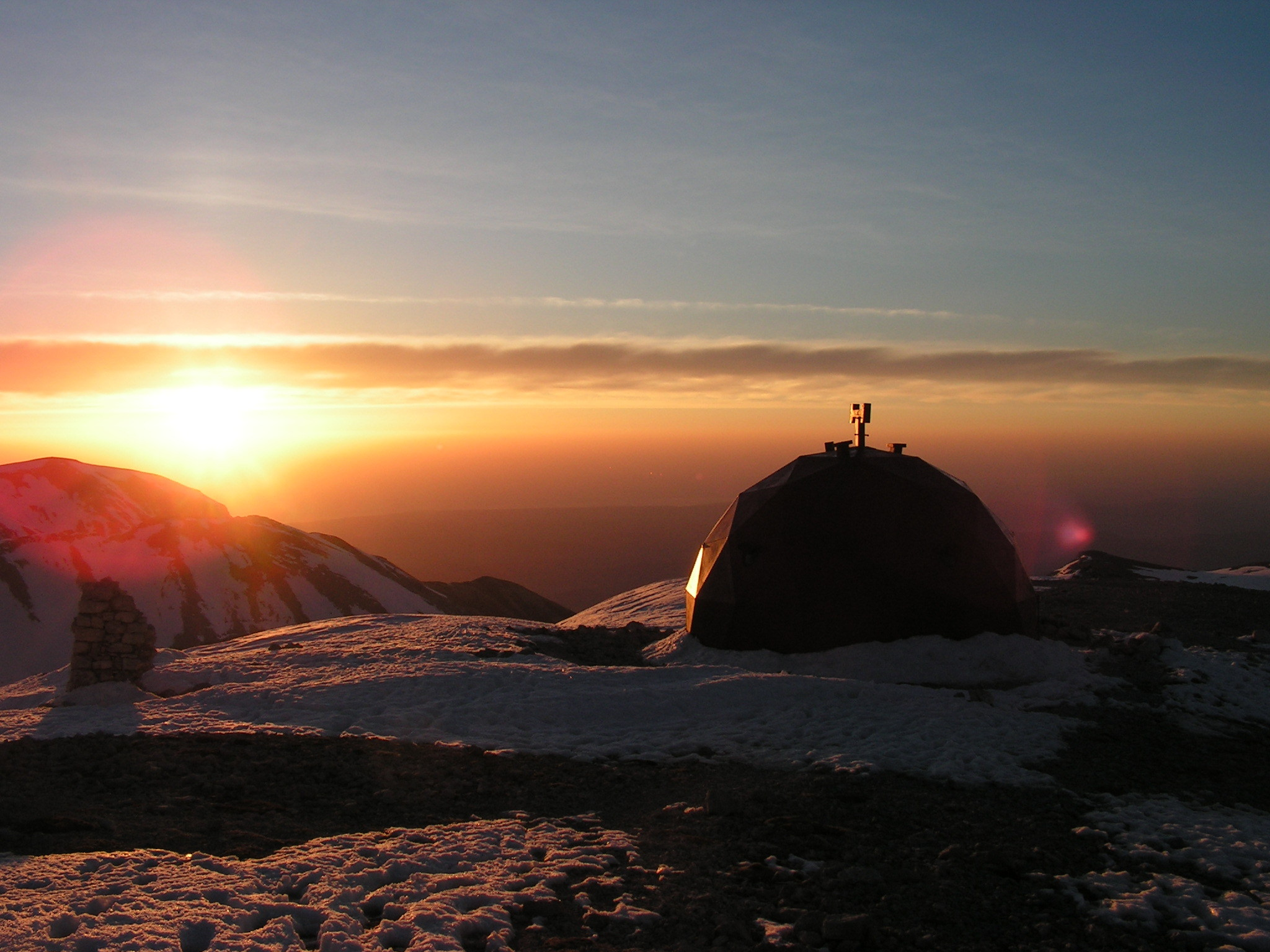